# Ursula Richter (Fotografin)

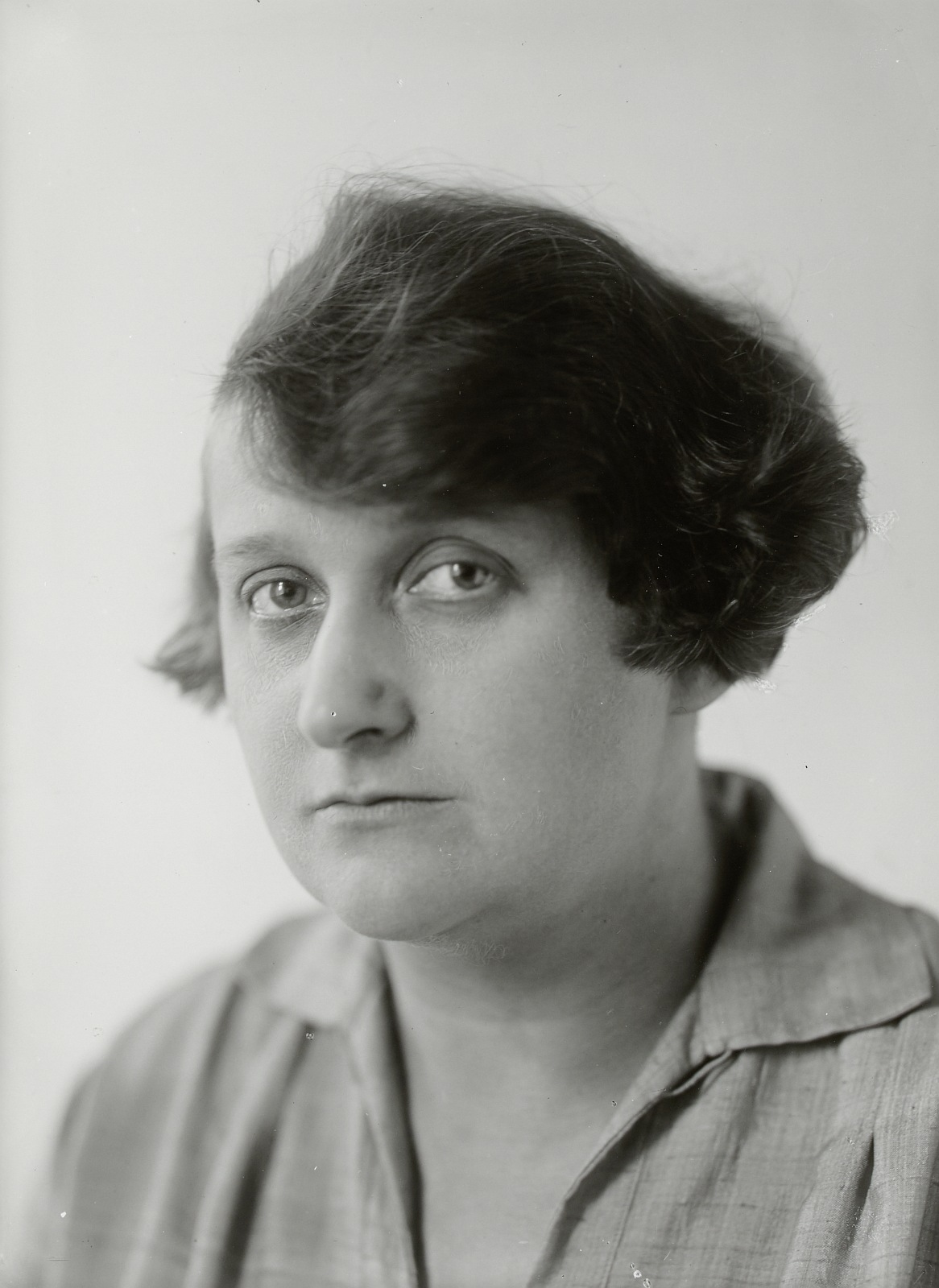
Ursula Richter im Selbstporträt (1925)

Irma Ursula Johanna Richter (* 23. Juni 1886 in Radebeul; † 9. August 1946 in Greifswald) war eine deutsche Tanz- und Theaterfotografin.

## Leben
Richter, geboren im Jahr 1886 in Radebeul bei Dresden, war nach Vermutung ihres Sohnes Autodidaktin. Sie arbeitete spätestens seit Januar 1913 in Dresden als Porträtfotografin und machte Aufnahmen im Theater. Vor allem fotografierte sie im Tanzbereich sowohl modernen künstlerischen Tanz als auch Theatertänzer. Von 1914 bis 1939 sind Ateliers in der Südvorstadt Dresden nicht weit entfernt vom Hauptbahnhof nachgewiesen. 1939 schloss sie ihr Atelier und übersiedelte auf die Insel Rügen.

## Werk
Der weitere Nachlass von Ursula Richter galt nach dem Erwerb von etwa 100 Positiven in den Jahren 1984 bis 1986 für verschollen. Anlässlich einer Foto-Ausstellung über ihre Schwester, die Dresdner Bildhauerin Etha Richter, in der Sächsischen Landesbibliothek – Staats- und Universitätsbibliothek Dresden 2004 konnte der verloren geglaubte Teil ihres Fotonachlasses mit Familienaufnahmen vor 1945 sowie etwa 2500 Positiven zu Theateraufführungen vor 1945 durch die Deutsche Fotothek Dresden erworben werden.

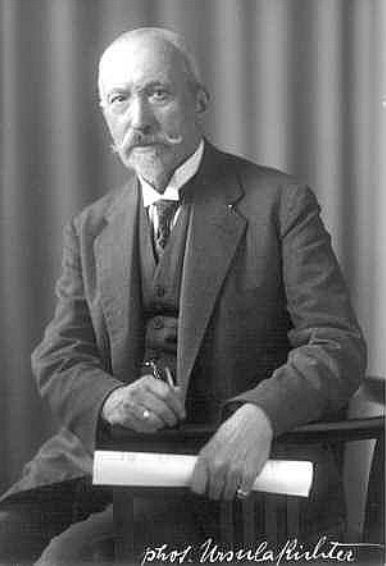
Der Geodät Bernhard Pattenhausen (um 1920)
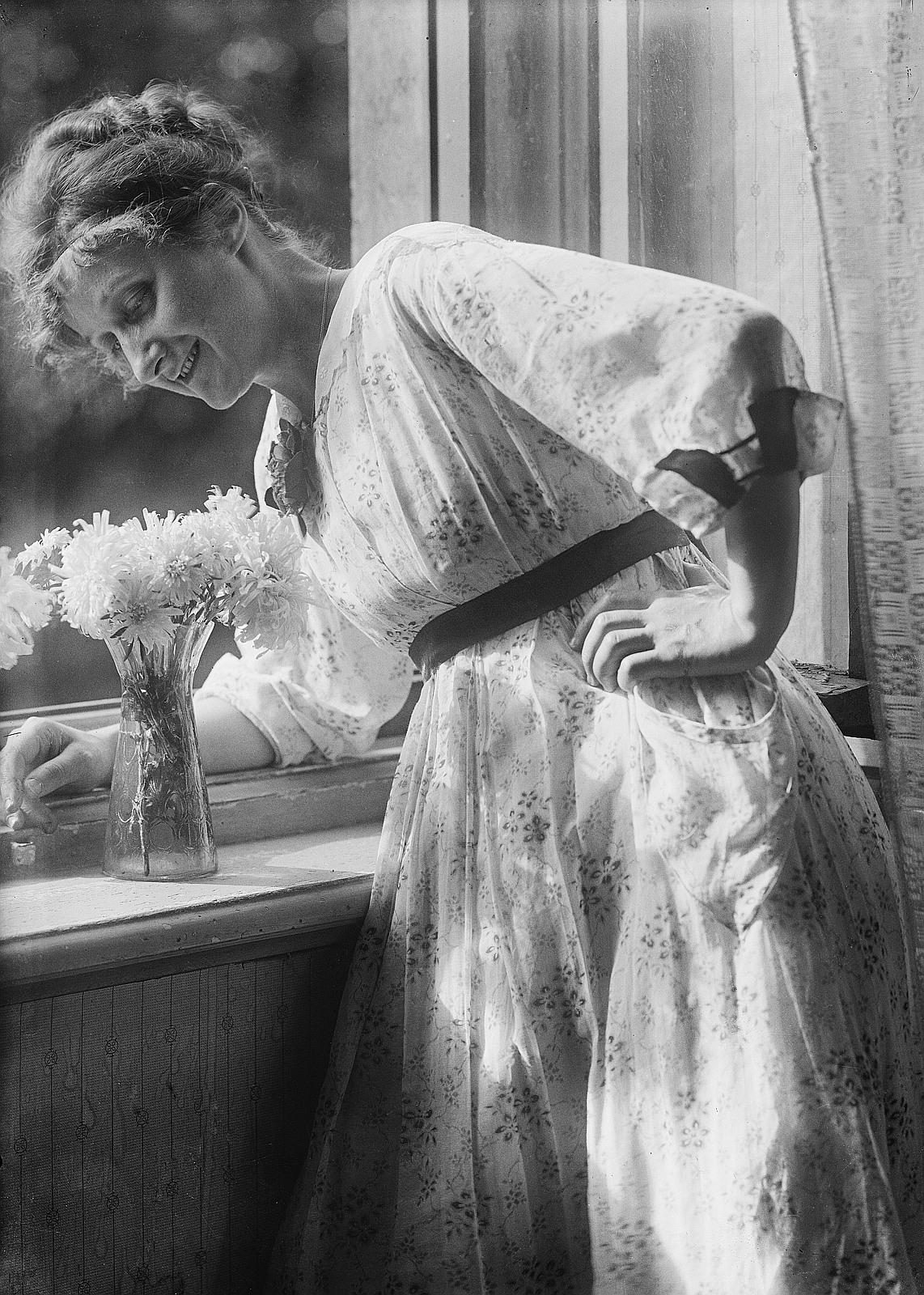
Selbstporträt am Fenster (1920)
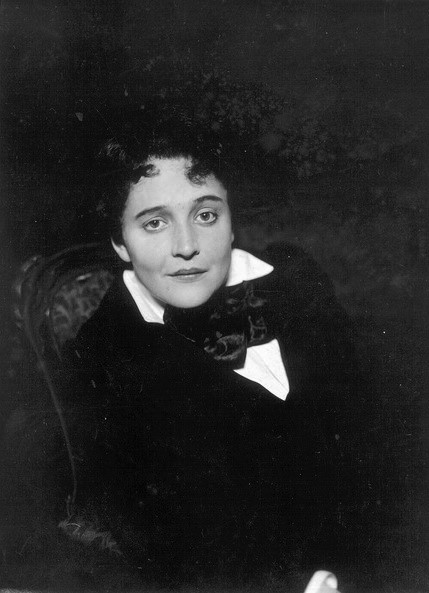
Die Schauspielerin Antonia Dietrich als Gräfin La Valette (1923)
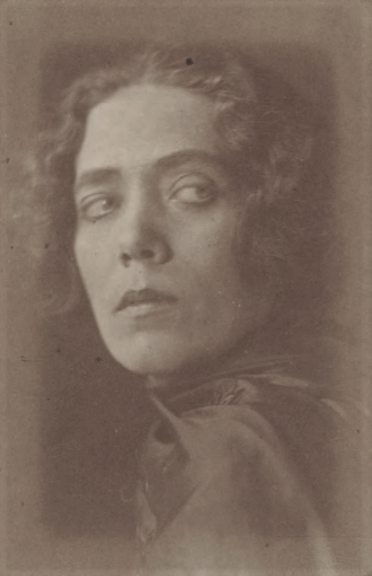
Mary Wigman, Tänzerin und Choreografin (1923)
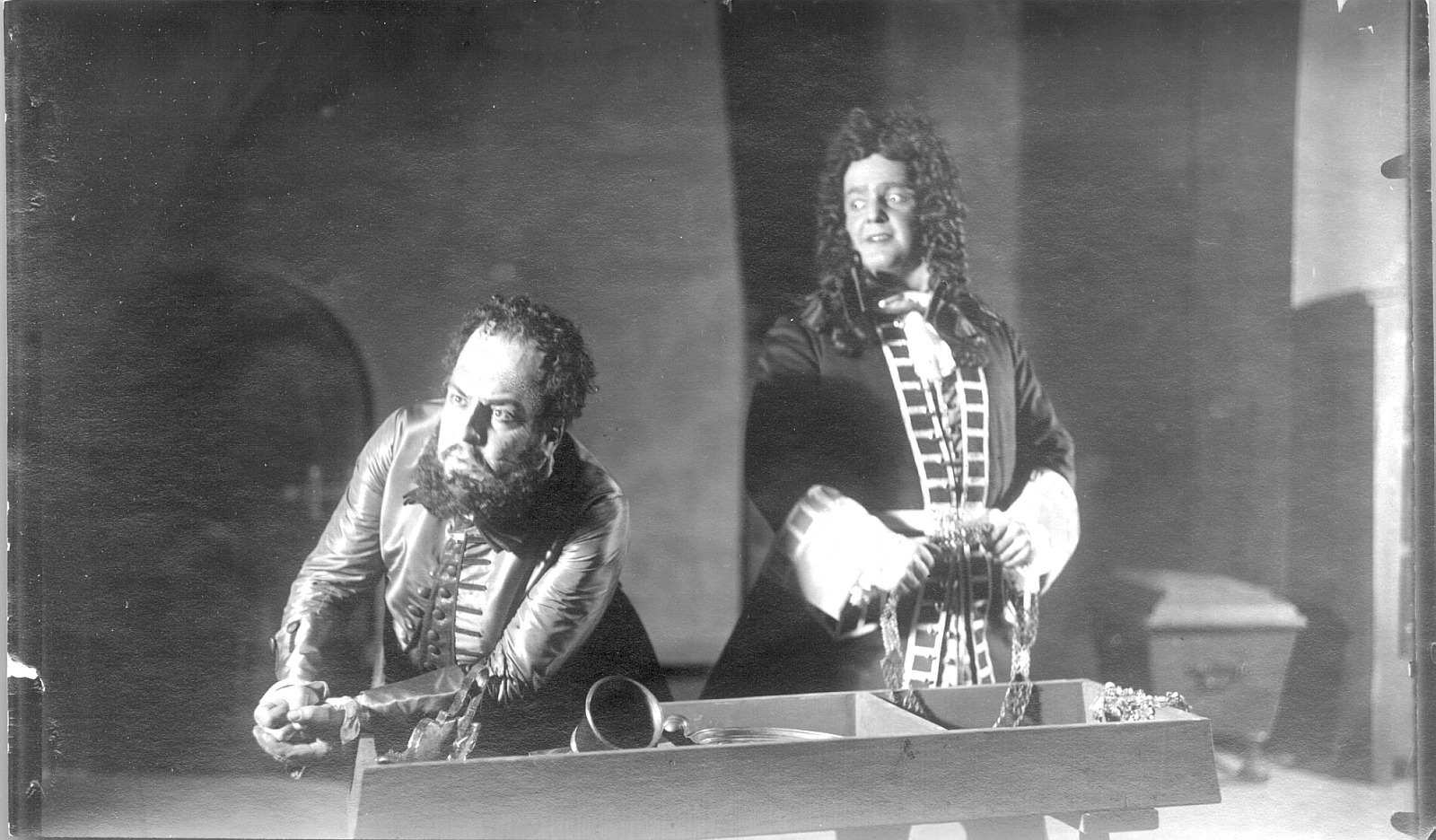
Aufführung der Oper Cardillac in Dresden (1926)
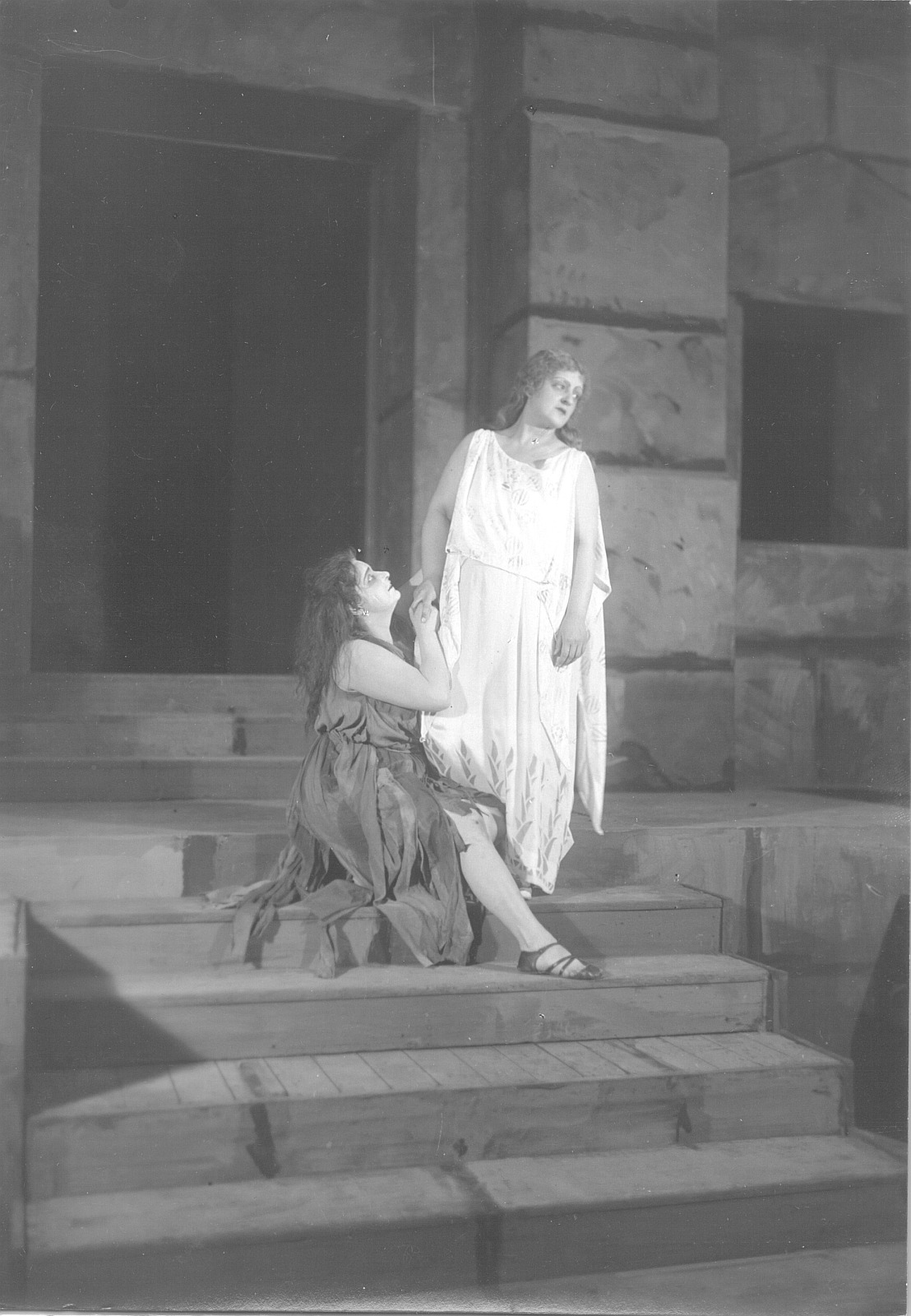
Aufführung der Oper Elektra in Dresden (1927)
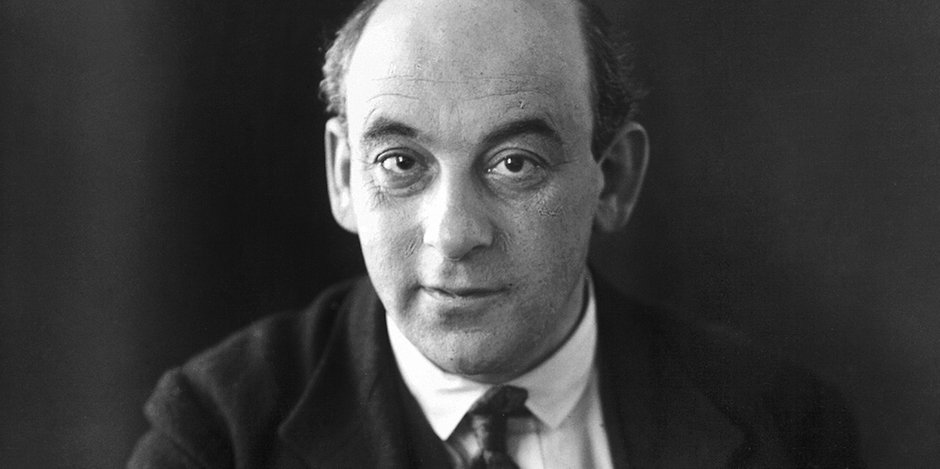
Der Romanist und Politiker Victor Klemperer (um 1930)